# Staatsfinanzen
Staatsfinanzen (englisch public finance, französisch finances publiques) ist im Finanzwesen die allgemeine Bezeichnung für alle Einnahmen und Ausgaben der öffentlichen Hand (öffentliche Finanzen) und speziell die mit einem Staatshaushalt zusammenhängenden finanzwirtschaftlichen Staatseinnahmen und Staatsausgaben.

## Allgemeines
Bei den Staatsfinanzen handelt es sich streng genommen um die Finanzen eines Staats. Die staatliche Finanzwirtschaft befasst sich mit der Finanzierung staatlicher Aufgaben (Investitionen in Infrastruktur wie Bundesautobahnen oder Bundesstraßen, Landesverteidigung; Transferleistungen wie Sozialleistungen) durch Steuereinnahmen und – sofern erforderlich – Kreditaufnahme. Diese Aktivitäten schlagen sich in einem Staatshaushalt nieder, der von einem Finanzministerium aufgestellt und weltweit meist parlamentarisch genehmigt werden muss. Die Staatsfinanzen sind Erkenntnisobjekt der Finanzwissenschaft, die sich daher auch mit der Besteuerung von Wirtschaftssubjekten (Unternehmen, Privathaushalte) beschäftigt.

## Geschichte
Historiker, Ökonomen und Staatsrechtler befassen sich schon seit Jahrhunderten mit den Staatsfinanzen. Bereits im römischen Reich waren die Staatsfinanzen so bedeutsam, dass Gaius Iulius Caesar im Jahre 45 v. Chr. die alleinige Verfügung über die gesamten Staatsfinanzen für sich in Anspruch nahm. Commodus versuchte um 181 nach Christus die durch die Kriege seines Vaters Marc Aurel strapazierten Staatsfinanzen auch durch erhöhte Besteuerung der Senatoren zu sanieren. Kaiser Diokletian führte im Jahre 301 ein Höchstpreisedikt ein, um die Staatsfinanzen zu konsolidieren und die Inflation zu bekämpfen.
England hat seit der Errichtung des Schatzamtes (englisch Exchequer) unter Heinrich I. eine vorbildliche Rolle bei der Entwicklung der Technik der Haushaltsführung und des Haushaltsrechnungswesens übernommen. Dieses Schatzamt, das in England zum ersten Mal 1118, in der Normandie frühestens 1130 belegt ist, machte den König von England zu einem reichen Mann. Karl I. erließ immer wieder Fiskalerlasse im Alleingang, um die desolaten Staatsfinanzen in den Griff zu bekommen. Dieses Vorgehen der Krone führte zur Petition of Right von 1628.
Die nach dem Spanischen Erbfolgekrieg im März 1714 stark belasteten Staatsfinanzen Spaniens sollten trotz vieler Anstrengungen langfristig nicht wieder völlig in Ordnung kommen. Auch durch die Ernennung des schottischen Nationalökonomen John Law zum Generalkontrolleur der Finanzen waren nur zeitweilige Erholungen zu verzeichnen. Ludwig XIV. hinterließ bei seinem Tod am 1. September 1715 Frankreich zerrüttete Staatsfinanzen, ausgelöst durch seine kostenträchtige Außenpolitik und die prunkvolle Hofhaltung. Am 19. Mai 1781 veröffentlichte der französische Finanzminister Jacques Necker erstmals die katastrophale Bilanz der Staatsfinanzen und wurde daraufhin von König Ludwig XVI. entlassen. Dieser bezifferte im Mai 1787 das Staatsdefizit auf 125 Millionen Francs, wodurch die königsfeindliche Stimmung in Frankreich wuchs. Am 10. Oktober 1789 erklärte die Nationalversammlung zu Beginn der Französischen Revolution den Kirchenbesitz zum Staatseigentum und verkaufte die parzellierten Ländereien zur Sanierung der Staatsfinanzen.
Bei Karl Marx trat die Frage der Staatsfinanzen in den Hintergrund; er behandelte sie mehr als Randerscheinung gegenüber der zentralen Erklärung des Mehrwerts. Er betonte im November 1867, dass die Staatsfinanzen eine zentrale Rolle in der Geschichte des Kapitalismus spielen – nicht nur im Prozess der „ursprünglichen Akkumulation“ –, sondern ebenfalls im Akkumulationsprozess entwickelter kapitalistischer Volkswirtschaften.
Als im Jahre 1875 die ägyptischen Staatsfinanzen vor dem Zusammenbruch standen, verkaufte das Land seinen 40%igen Staatsanteil am Sueskanal für 3,25 Millionen Pfund an England. Die britische Herrschaft über Ägypten nahm in dieser Krise der ägyptischen Staatsfinanzen ihren Ursprung. Zwischen dem Beginn des Khedivats unter Ismail Pascha von 1864 bis 1875 stieg die Staatsverschuldung von etwa 3,5 auf 77 Millionen Pfund, was kurzfristig zur Einstellung der Zinszahlungen führte und einem Staatsbankrott gleichkam.
Der bayerische König Ludwig II. wurde im März 1886 offiziell für geisteskrank erklärt, nachdem er durch seine pompösen Nostalgie-Schlösser die Staatsfinanzen ruiniert hatte. 
Adolph Wagners „Allgemeines Gesetz der Ausdehnung der Staatstätigkeiten“ von 1893 besagt, dass das Volumen der Staatstätigkeiten – und ihr Niederschlag in den Staatsfinanzen – in modernen Staaten sowohl absolut als auch relativ zum Sozialprodukt wachse und mit dieser Expansion auch ein Strukturwandel der Staatsfinanzen einhergehe. Die historischen Trends der Staatsfinanzen in den westlichen Ländern seit Ende des 19. Jahrhunderts bestätigten weitgehend Wagners Gesetz, sofern man den deutlichen Anstieg der Staatsquoten während der beiden Weltkriege als Ausnahmefälle ansieht und die Sozialversicherungen zu den öffentlichen Haushalten rechnet. Seine Untersuchungen wurden gestützt durch die zunehmende Bürokratisierung der öffentlichen Verwaltung, die sich durch steigende Staatsausgaben im Haushalt bemerkbar macht und seit 1957 Gegenstand der Parkinsonschen Gesetze ist. 
Krisen der Staatsfinanzen haben häufig zum Staatsbankrott beigetragen, so etwa dreimal in Spanien (1557, 1575 und 1596) unter Philipp II., in Frankreich war der Staatsbankrott von 1788 einer der Hauptgründe für die folgende Französische Revolution, es folgten der Staatsbankrott Österreichs (1811) und Dänemarks (1813). Griechenland erlebte aufgrund maroder Staatsfinanzen seinen ersten Staatsbankrott im Jahre 1893 und blieb in den Schlagzeilen bis zu Finanzkrise ab April 2010. 
Die Grundlagen der Staatsfinanzierung sind nach wie vor ein faszinierendes Thema. Die rechtliche Ordnung der Staatsfinanzen durch das Europarecht hat den Staatsfinanzen in den EU-Mitgliedstaaten einen einheitlichen Rechtsrahmen gegeben. Die Finanzkrise ab 2007 hat insbesondere die Staatsfinanzen der PIIGS-Staaten stark belastet und dort mit Hilfe der Weltbank und europäischer Institutionen eine Konsolidierung oder Sanierung eingeleitet.

## Umfang
Zum Sektor „Staat“ gehören die Gebietskörperschaften (Bund, Länder, Gemeinden und Gemeindeverbände) und die Sozialversicherung (Krankenkassen, Unfall-, Arbeitslosen-, Pflege- und Rentenversicherung). Entsprechend schlagen sich die Staatsfinanzen im engeren Sinne im Bundeshaushalt und bei den Sozialversicherungsträgern nieder. Diese und die Haushalte der Länder, Gemeinden und Gemeindeverbände werden im Aggregat öffentliche Finanzen abgebildet. Zwischen diesen Haushalten besteht über den Finanzausgleich eine Interdependenz, die ebenfalls Teil der Staatsfinanzen im weiteren Sinne darstellt. Zu den Staatsfinanzen gehört auch das 
Staatsvermögen, das ebenso wie die Staatsschulden nicht im Staatshaushalt verzeichnet ist.

## Heutige Bedeutung
Die Staatsfinanzen werden durch den Staatshaushalt repräsentiert, der das Ergebnis der Wirtschafts- und Finanzpolitik einer Regierung darstellt. Gemessen am Staatshaushalt sind die Staaten jeweils meist das größte Wirtschaftssubjekt in ihrem Land. Deshalb haben die Staatsfinanzen eine große Bedeutung für die jeweilige Volkswirtschaft, denn der Staat tritt über seinen Haushalt in funktionelle und strukturelle Wechselbeziehungen mit der Marktdynamik seiner Volkswirtschaft. Je höher die volkswirtschaftliche Kennzahl der Staatsquote liegt, umso mehr Einfluss üben die Staatsfinanzen auf eine Volkswirtschaft aus und umgekehrt. 
Mit der Besteuerung werden die Einkommen, Vermögen und Transaktionen der Wirtschaftssubjekte belastet, durch Staatsausgaben tätigt der Staat Investitionen und verschafft diesen Wirtschaftssubjekten wiederum als Nachfrager Aufträge, womit er das Wirtschaftswachstum fördert. Bei fehlender Nachhaltigkeit der Staatsfinanzen entwickelt sich die Volkswirtschaft allerdings in Richtung einer Schuldenfalle. Diese besteht darin, dass der staatliche Zinsaufwand mittelfristig nicht mehr durch Steuereinnahmen finanziert werden kann, so dass hierfür eine Neuverschuldung erforderlich wird, wodurch die Staatsschuldenquote immer weiter ansteigt.
In diesem Zusammenhang ist der Einfluss des Zinsniveaus auf die Staatsfinanzen von Bedeutung. Ein defizitärer Staatshaushalt weist einen negativen Finanzierungssaldo auf, in welchem die Zinsausgaben für Staatsschulden wie Staatsanleihen berücksichtigt sind. Erhöht sich das Zinsniveau, steigt – unter sonst gleichbleibenden Verhältnissen – der negative Finanzierungssaldo weiter an und erfordert eine zusätzliche Neuverschuldung des Staates, die auf den Kapitalmärkten zu einem weiter steigenden Zinsniveau beitragen kann. Dieser sich selbst verstärkende Prozess kann Staaten mit hoher Staatsschuldenquote durch eine ungünstige Zinslastquote in eine Finanzkrise führen, wie dies bei der Eurokrise und insbesondere der griechischen Staatsschuldenkrise der Fall war. Folge kann eine staatliche Austeritätspolitik sein, die mit restriktiven Maßnahmen (Steuererhöhungen und/oder Ausgabenkürzungen) kontraktiv auf eine Volkswirtschaft wirken kann.
Die Staatsfinanzen sind stark abhängig von der allgemeinen Wirtschaftslage. Außerordentliche Belastungen für die Staatsfinanzen sind Kriege und Staatshaftungen für Unternehmen (insbesondere Kreditinstitute) und andere Staaten im Rahmen von Finanzkrisen. Während Kriege zu direkten Ausgaben führen, stellen die übernommenen Haftungen zunächst Eventualverbindlichkeiten dar, die lediglich als Schattenverschuldung erkennbar sind. Strukturelle Belastungen ergeben sich aus Fehlentwicklungen wie expansiver Ausgabenpolitik und restriktiver Einnahmenpolitik und führen zu strukturellen Haushaltsdefiziten. 
Zur sinnvollen Planung der künftigen Entwicklung von Staatsfinanzen gibt es das Instrument der Finanzplanung, die sich in Deutschland seit Juni 1967 in der mittelfristigen Finanzplanung etabliert hat. Danach ist der Haushaltswirtschaft des Bundes und der Länder eine fünfjährige Finanzplanung zugrunde zu legen. Wie jeder Planung werden in ihr Investitionsschwerpunkte vorgesehen, denen Schätzungen der erwarteten Steuereinnahmen gegenüberstehen.
In vielen Kreditinstituten gibt es Abteilungen, die im Rahmen des Kreditgeschäfts an Staaten und deren Gebietskörperschaften Kredite gewähren und – auch in Deutschland – den Namen Public Finance tragen.